# Тысячелетие польского государства
Тысячелетие польского государства — государственное празднование в Польской народной республике тысячелетия польского суверенитета, государственности и культуры объявленные на период 1960—1966 постановлением Сейма в 1958 году; торжественное открытие празднования юбилея состоялось на пленарном заседании Всепольского комитета Фронта национального единства 16 февраля 1960 года в Калише. Дата приурочена к началу правления первого исторического князя Польши Мешко I (960) и крещению Польши (966).
Празднование юбилея сопровождалось образовательной программой «Тысяча школ на 1000-летие», во время которой в 1959—1972 годы было построено около 1,5 тысяч современных школ-памятников Тысячелетия польского государства. В связи с юбилеем были усилены археологические изыскания, предприняты также другие действия, такие как озеленение страны, строительство дорог и дамб.
Празднование было своего рода бескровной войной-состязанием Католической церкви Польши, отмечающей Тысячелетие крещения Польши, и коммунистического правительства ПНР. Современными польскими историками считается, что официальные власти эту войну проиграли.

## Галерея

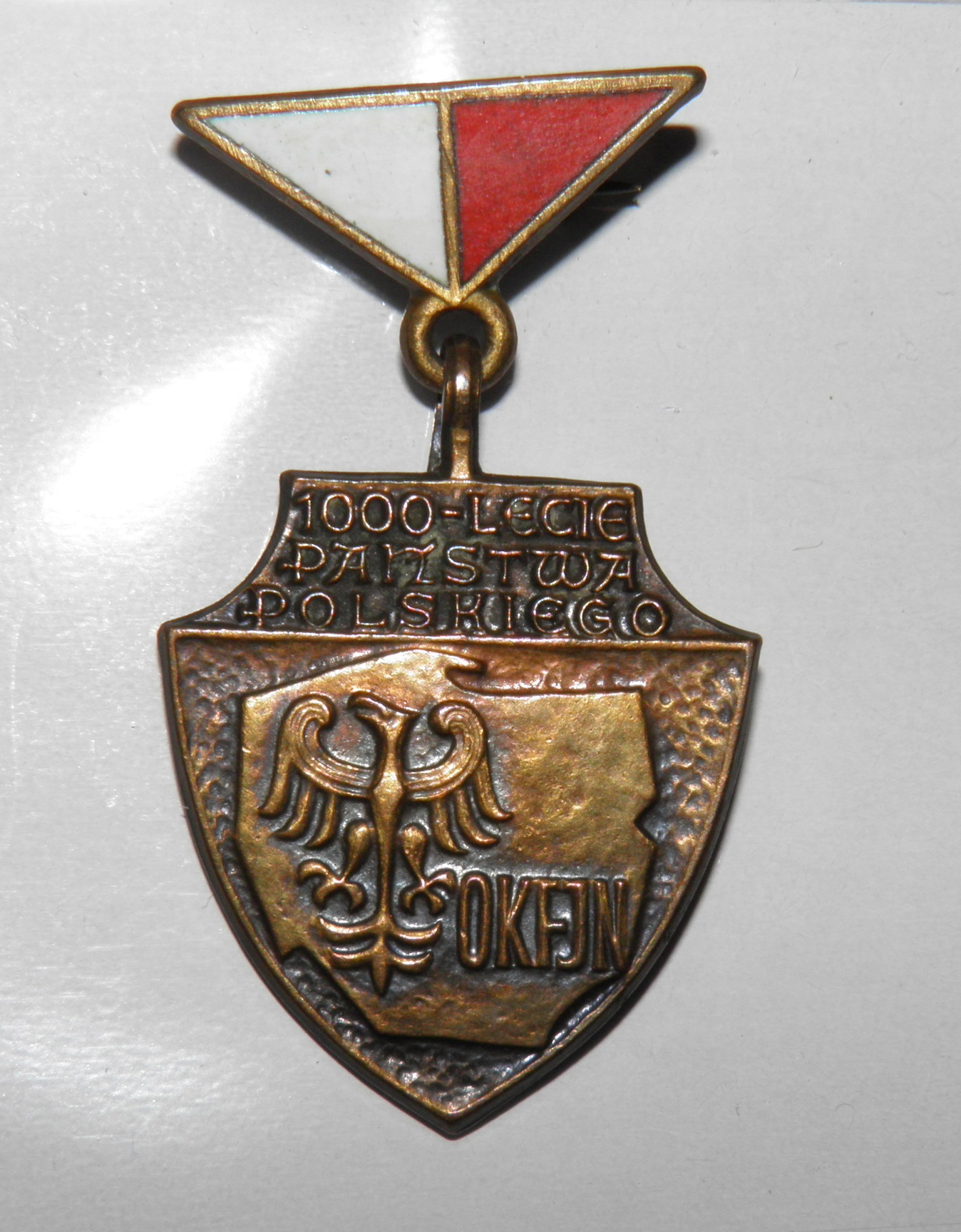
Юбилейная медаль тысячелетия
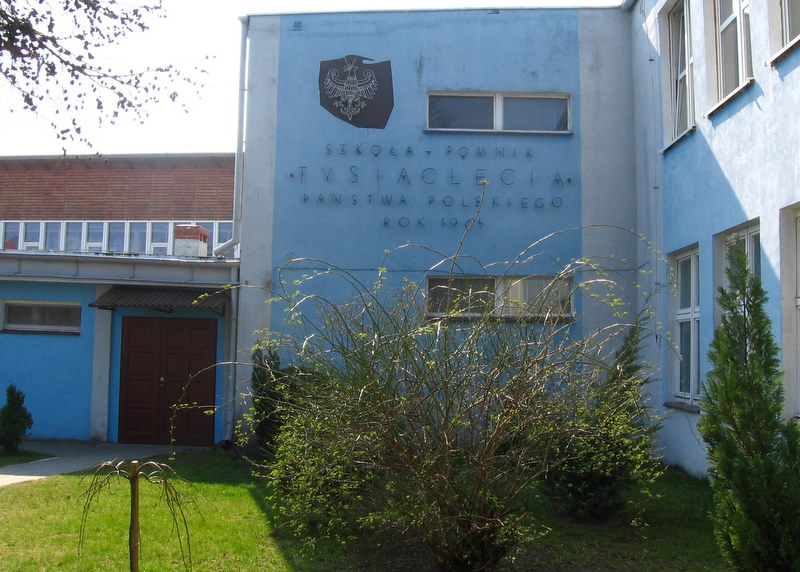
Школа — памятник тысячелетия в Мжежино, вид с заднего двора
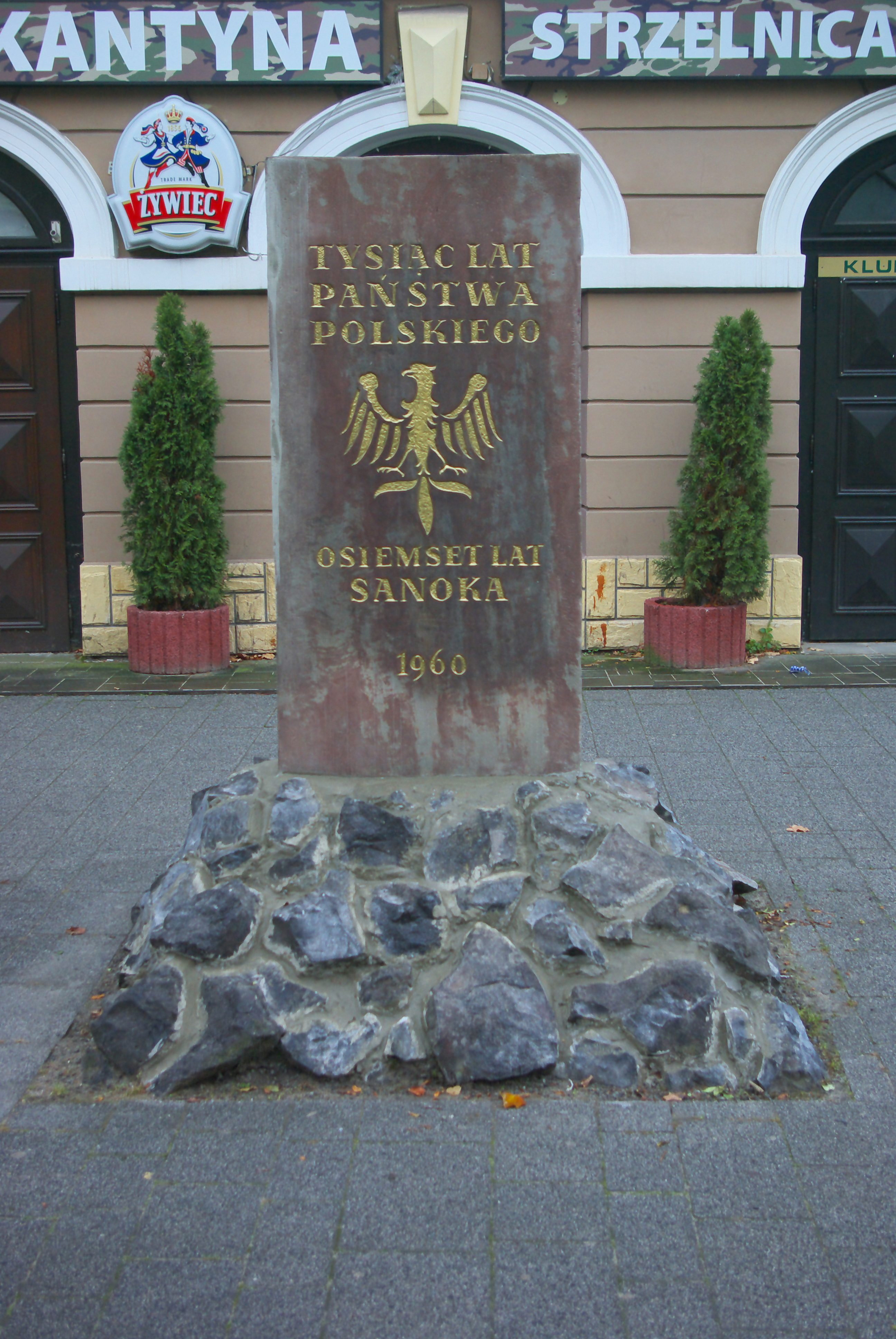
Памятник в городе Санок
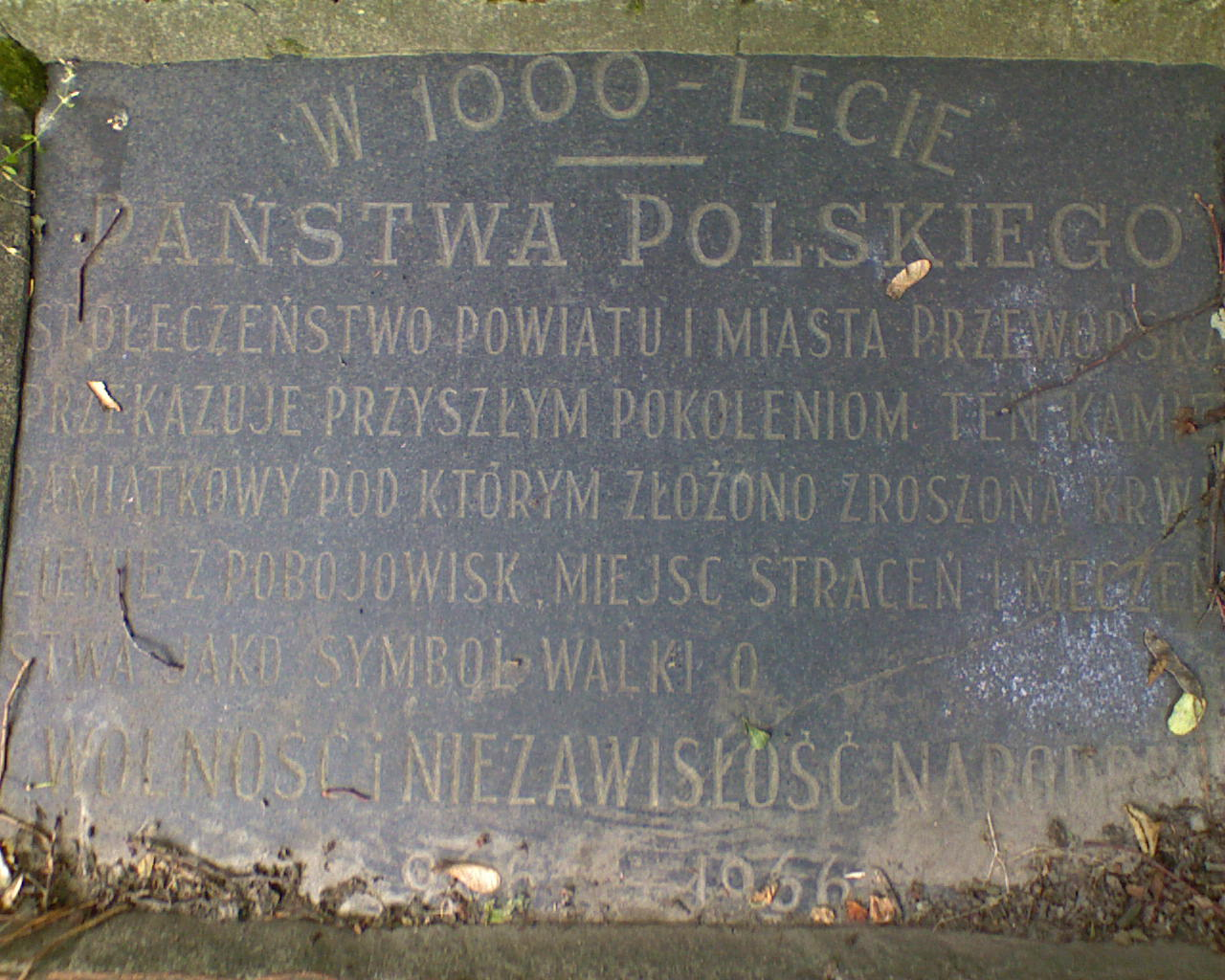
Мемориальная доска в Пшеворске